# Pierre des Prés
Pierre des Prés, o anche Desprès (Montpezat-de-Quercy, 1280 o 1282 – Avignone, 16 maggio 1361), è stato un vescovo e cardinale francese.
Era figlio Raimondo II des Prés, signore di Montpezat, e di Aspasia di Montaigut. Non deve essere confuso con il nipote omonimo (noto anche come Pierre de Benhac), che nel 1348 divenne vescovo di Castres e rimase in carica ivi fino alla morte, avvenuta nel 1364.
Il suo fu uno dei più lunghi cardinalati alla corte pontificia di Avignone.

## Biografia
Studiò all'Università di Tolosa ove si laureò in diritto e divenne professore della stessa materia presso la medesima. Divenne prevosto a Clermont ed successivamente uditore presso il Palazzo Apostolico (dal 1316).
Nel marzo del 1318 fu nominato vescovo di Riez ma pochi mesi dopo venne trasferito alla sede arcivescovile di Aix. Il 25 maggio 1323 divenne Cardinale vescovo di Palestrina, carica che mantenne fino alla morte.
Nominato vice-cancelliere della Santa Sede nell'aprile del 1325, ebbe l'incarico, nel 1329, di riformare gli statuti dell'Università di Tolosa. Nel 1336 divenne Decano del Sacro Collegio. Fu quindi nominato legato apostolico presso Filippo VI di Francia ed Edoardo III d'Inghilterra per contribuire al negoziato su una tregua alla guerra di successione bretone (tregua di Malestroit, del 19 gennaio 1343).
Morì il 16 maggio 1361 ad Avignone, a causa di un'epidemia di peste, e la sua salma venne tumulata nella chiesa di San Marino in Montpezat, che egli stesso aveva fatto costruire.

## Genealogia episcopale e successione apostolica
La genealogia episcopale è:
- Cardinale Matteo Alberti
- Cardinale Pierre des Prés

La successione apostolica è:
- Vescovo Robert Wirsop, O.E.S.A. (1323)
- Vescovo Maciej z Golańczy (1324)
- Vescovo David MacBrien (1326)
- Vescovo Giovanni Crispano (1326)
- Vescovo John Pylmore (1326)
- Vescovo Giovanni Groces (1327)
- Arcivescovo Walter le Rede (1327)
- Vescovo John Grandison (1327)
- Vescovo Thomas Charlton (1327)
- Vescovo Friedrich von Leuchtenberg, O.Cist. (1328)
- Arcivescovo Simon Mepeham (1328)
- Vescovo Rostaing, C.R.S.A. (1329)
- Vescovo Johannes Pfefferhard (1329)
- Vescovo Henri Wogenap (1329)
- Vescovo Ulrich Ribi, O.E.S.A. (1331)
- Vescovo Matteo (1332)
- Vescovo Jean Rubei, O.Carm. (1333)
- Vescovo Bonagiunta de Boscolis (1333)
- Vescovo Garcia Prego (1336)
- Arcivescovo Ruggero de Sanseverino (1337)
- Arcivescovo Guillaume de Popoleto, O.Cist. (1341)
- Vescovo Ligus de Urbeveteri (1341)
- Vescovo William de Landalis (1342)
- Arcivescovo Elie de Saracha (1342)
- Vescovo Friedrich von Zollern-Nürnberg (1342)
- Arcivescovo Jean Peyssoni (1342)
- Arcivescovo Peter Torkilsson (1342)
- Vescovo William de Deyn, O.S.B. (1344)
- Vescovo Richard of Pilmor (1344)
- Arcivescovo Fromhold von Vifhusen (1348)
- Arcivescovo Domenico (1349)
- Vescovo Thomas de Brakenberg, O.F.M. (1349)
- Vescovo Berthold von Zollern (1351)
- Vescovo Nicolas Allen, O.C.S.A. (1353)
- Arcivescovo Gregory (1353)
- Vescovo John (1355)
- Vescovo Tomas Cormachain (1356)
- Vescovo Thomas MacMahon, O.F.M. (1360)

## Conclavi
Durante il suo periodo di cardinalato Pierre des Prés partecipò ai conclavi:
- conclave del 1334, che elesse papa Benedetto XII
- conclave del 1342, che elesse papa Clemente VI
- conclave del 1352, che elesse papa Innocenzo VI